# Julos
Julos (okzitanisch Julòs) ist eine französische Gemeinde mit 457 Einwohnern (Stand: 1. Januar 2022) im Département Hautes-Pyrénées in der Region Okzitanien (bis 2015 Midi-Pyrénées). Sie gehört zum Arrondissement Bagnères-de-Bigorre und zum Gemeindeverband Tarbes-Lourdes-Pyrénées.

## Geografie
Die Gemeinde Julos liegt in der Landschaft Bigorre in den Ausläufern der Pyrenäen, etwa 15 Kilometer südlich der Stadt Tarbes und fünf Kilometer nordöstlich des Wallfahrtsortes Lourdes. Das 5,86 km² große Gemeindegebiet von Julos umfasst das Hochtal des Ruisseau de Graves, eines Nebenflusses der Geune, das Hochtal nördlich und südlich flankierende Hänge und Berggipfel sowie das Bergland um einige Gebirgsbäche, die nach Osten zum Échez fließen. Am Pass zwischen zwei Tälern liegt das Dorf Julos auf 540 m über dem Meer, während das zur Gemeinde gehörende Dorf Les Granges weiter westlich auf etwa 500 m über Meereshöhe liegt. Zur Gemeinde gehören darüber hinaus die Weiler Bouzet, Vignole, Hourquet, Courade, Lasserre, La Hount und Cher sowie zahlreiche Einzelhöfe. Die höchsten Gipfel in der Gemeinde Julos heißen Miramont (648 m) und Pouey Long (601 m). Etwa ein Drittel des Gemeindeareals ist bewaldet. Durch die Gemeinde Julos verläuft der Nullmeridian.
Umgeben wird Julos von den Nachbargemeinden Averan im Norden, Barry im Nordosten, Orincles im Osten, Paréac im Südosten, Bourréac im Süden, Lézignan im Südwesten, Lourdes im Westen sowie Adé im Nordwesten.

## Ortsname
Im Jahr 1285 trat erstmals der Ortsname Juulos in Erscheinung. Es folgten die Schreibweisen de Iulos (1313), das lateinische de Julossio (1342) sowie bereits Julos (1429 und 1541), das sich schließlich mit Erscheinen der Cassini-Karten Ende des 18. Jahrhunderts als der heute noch verwendete Name durchsetzte. Vermutlich geht Julos auf den lateinischen Personennamen Julius zurück, mit dem okzitanischen Suffix -ossum.

## Bevölkerungsentwicklung
| Jahr      | 1962 | 1968 | 1975 | 1982 | 1990 | 1999 | 2006 | 2013 | 2021 |
| Einwohner | 178  | 188  | 191  | 191  | 218  | 241  | 304  | 345  | 463  |

Im Jahr 1954 wurde mit 170 Bewohnern die bisher niedrigste Einwohnerzahl ermittelt. Die Zahlen basieren auf den Daten von cassini.ehess und INSEE.

## Sehenswürdigkeiten
- Kirche Saint-Pierre, Monument historique[4]
- Kapelle Saint-Martin im Ortsteil Les Granges
- Waschhaus (Lavoir)
- Flurkreuze

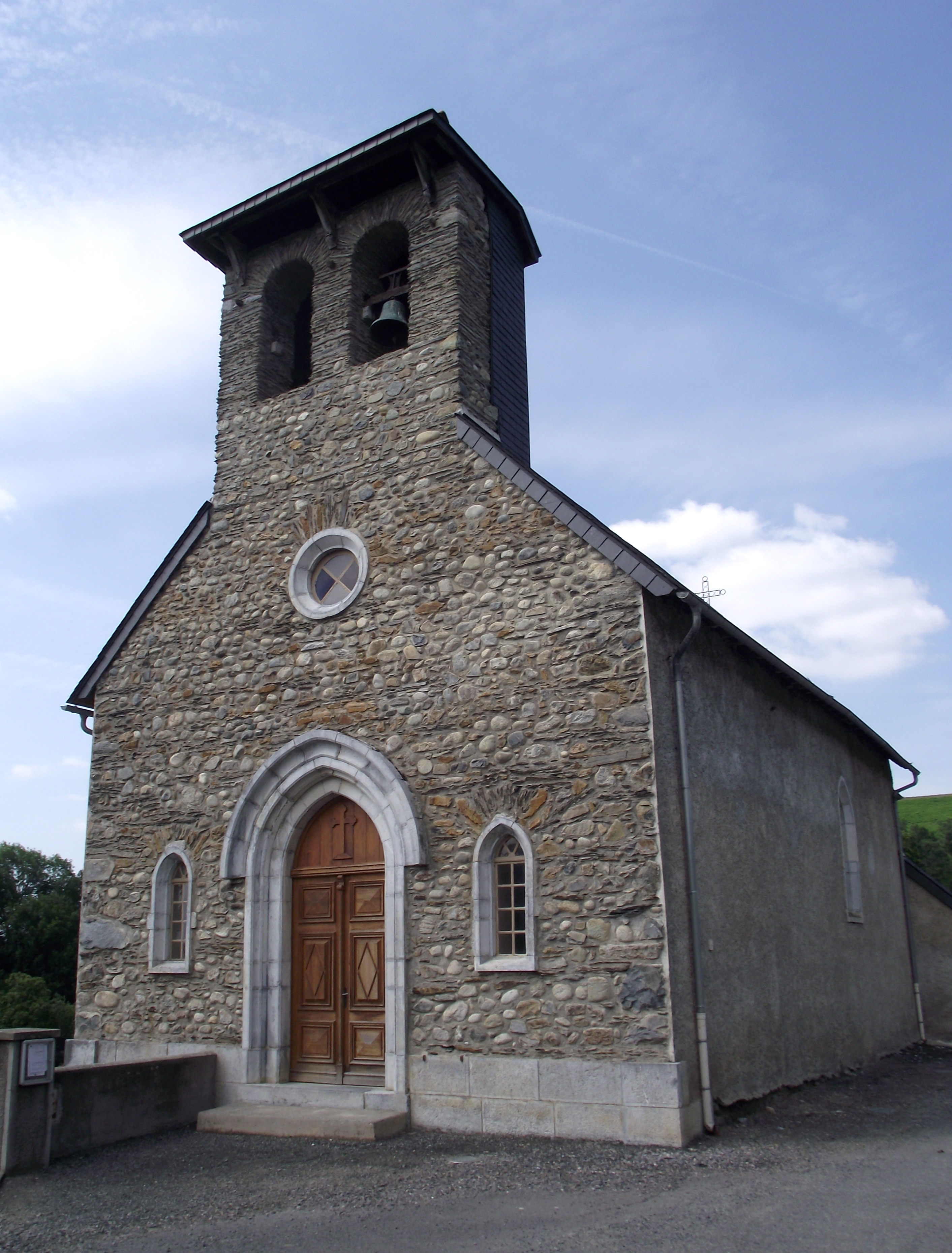
Kapelle Saint-Martin
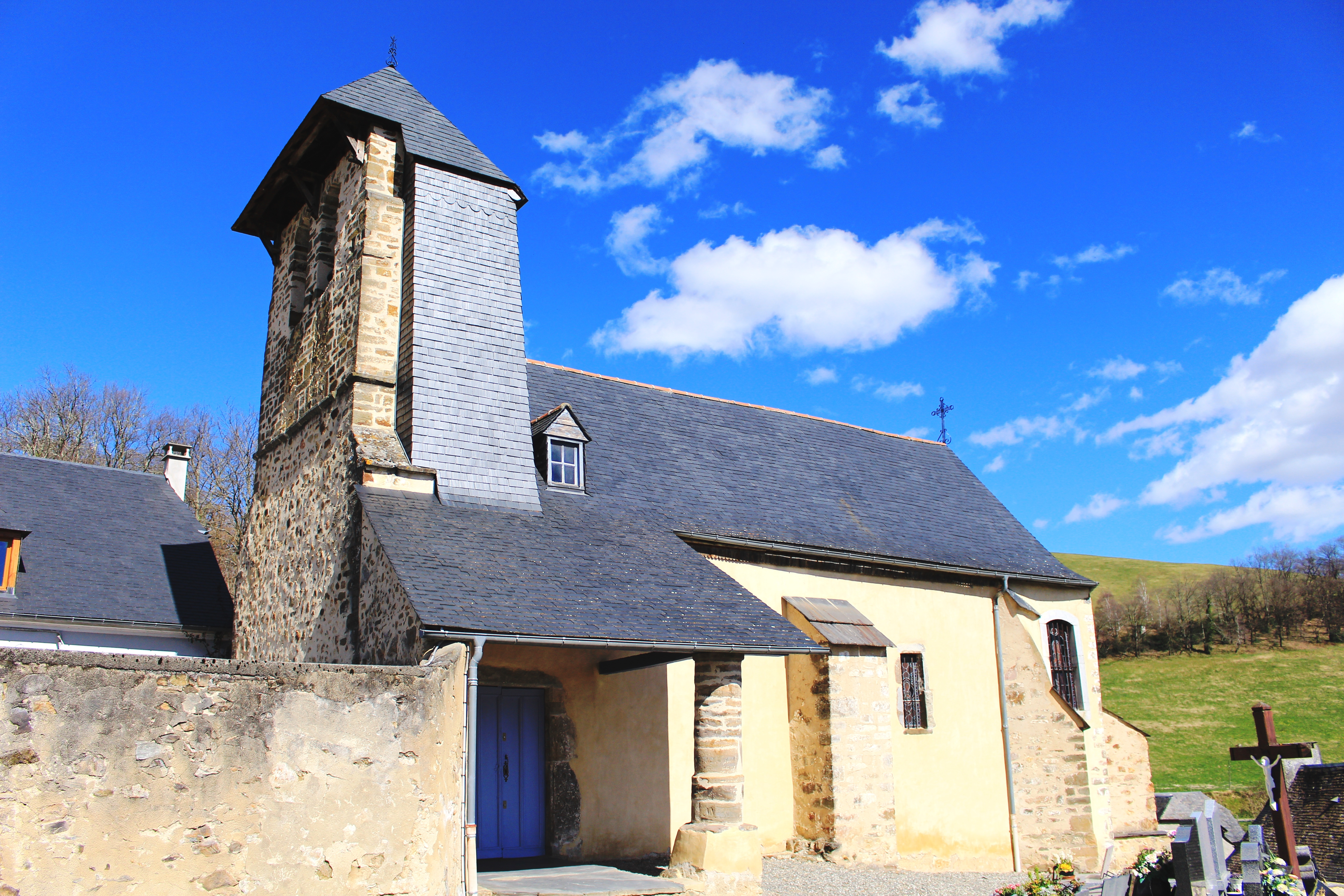
Kirche Saint-Pierre
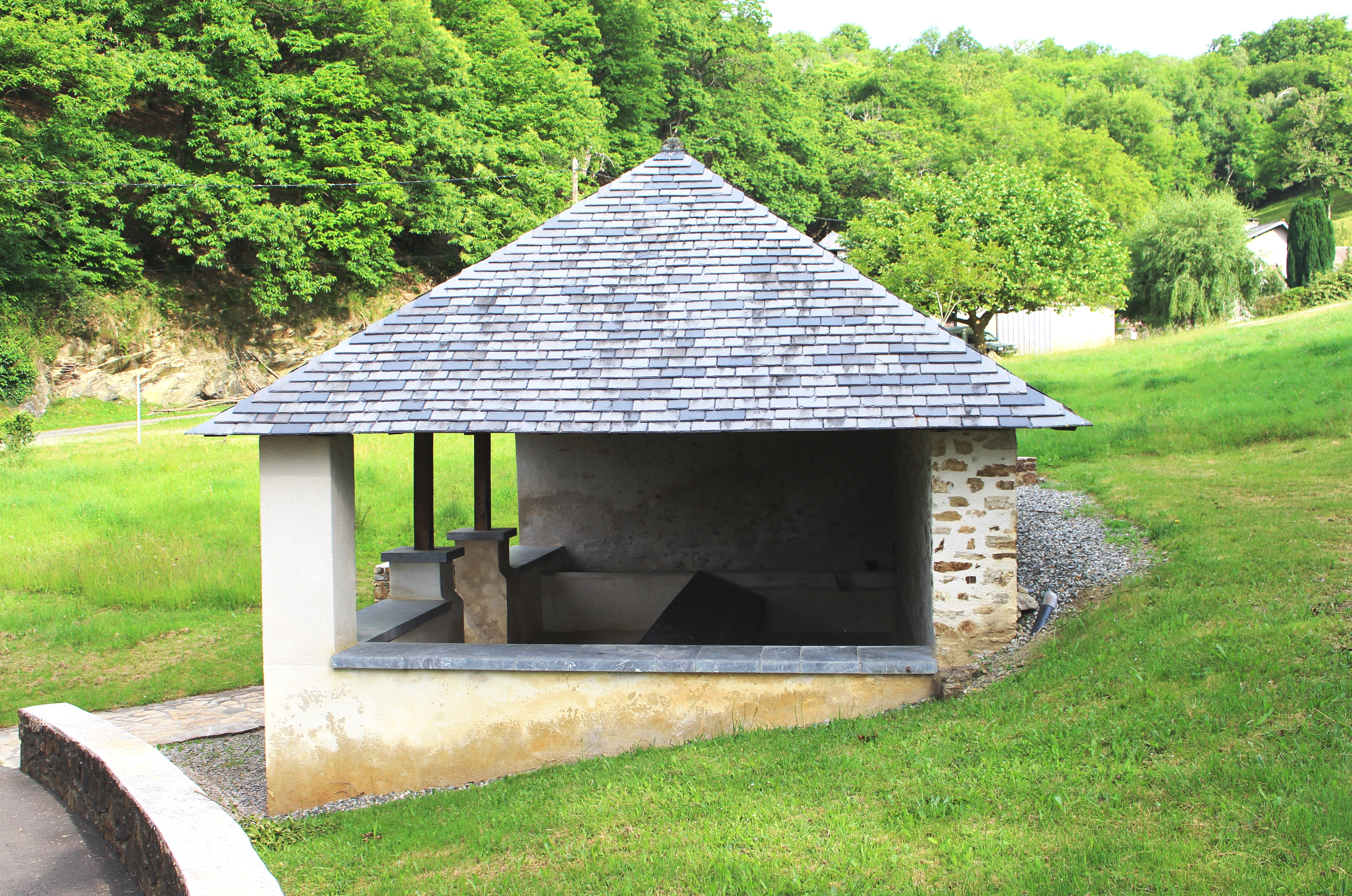
Lavoir
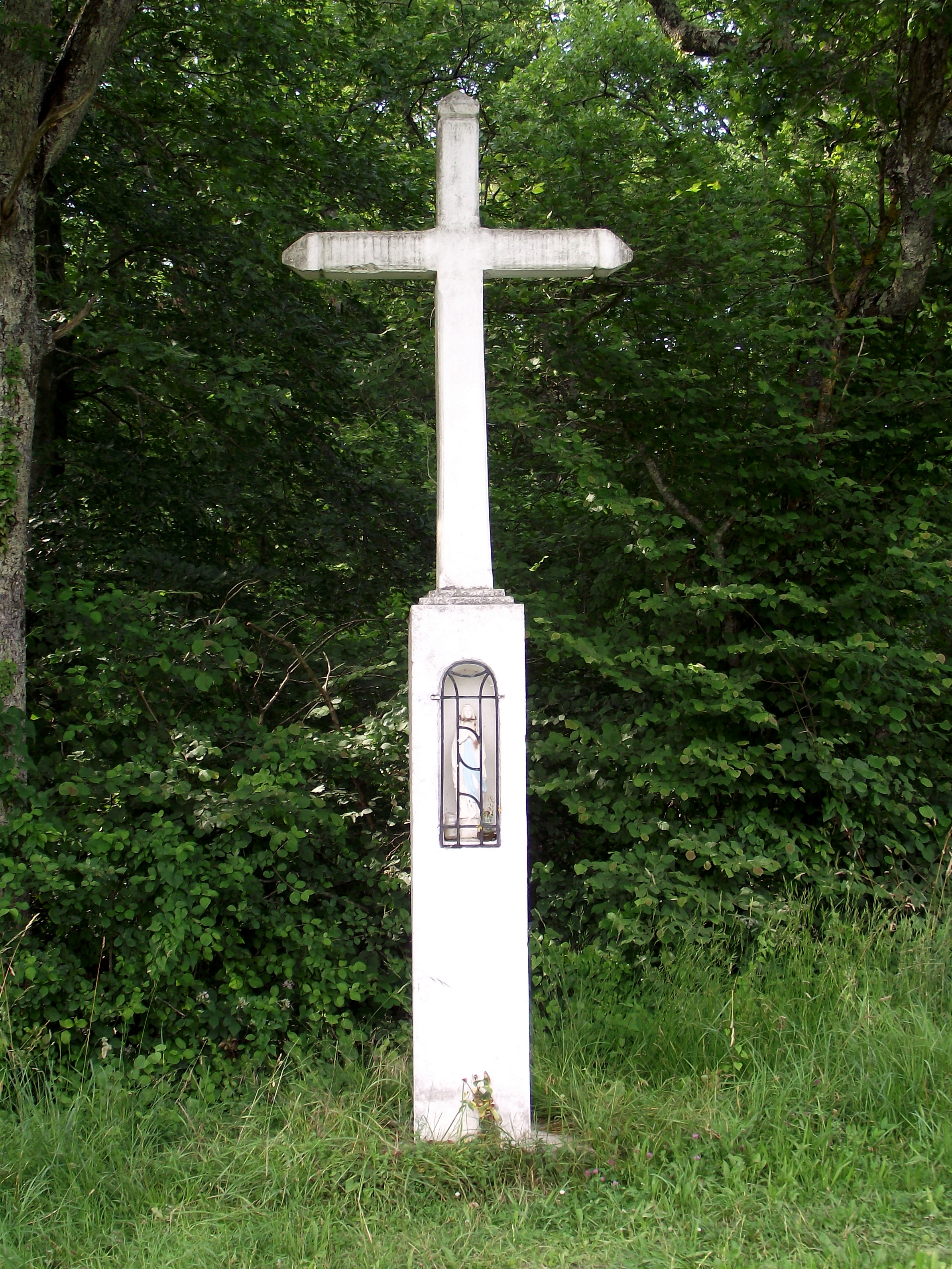
Eines der Flurkreuze
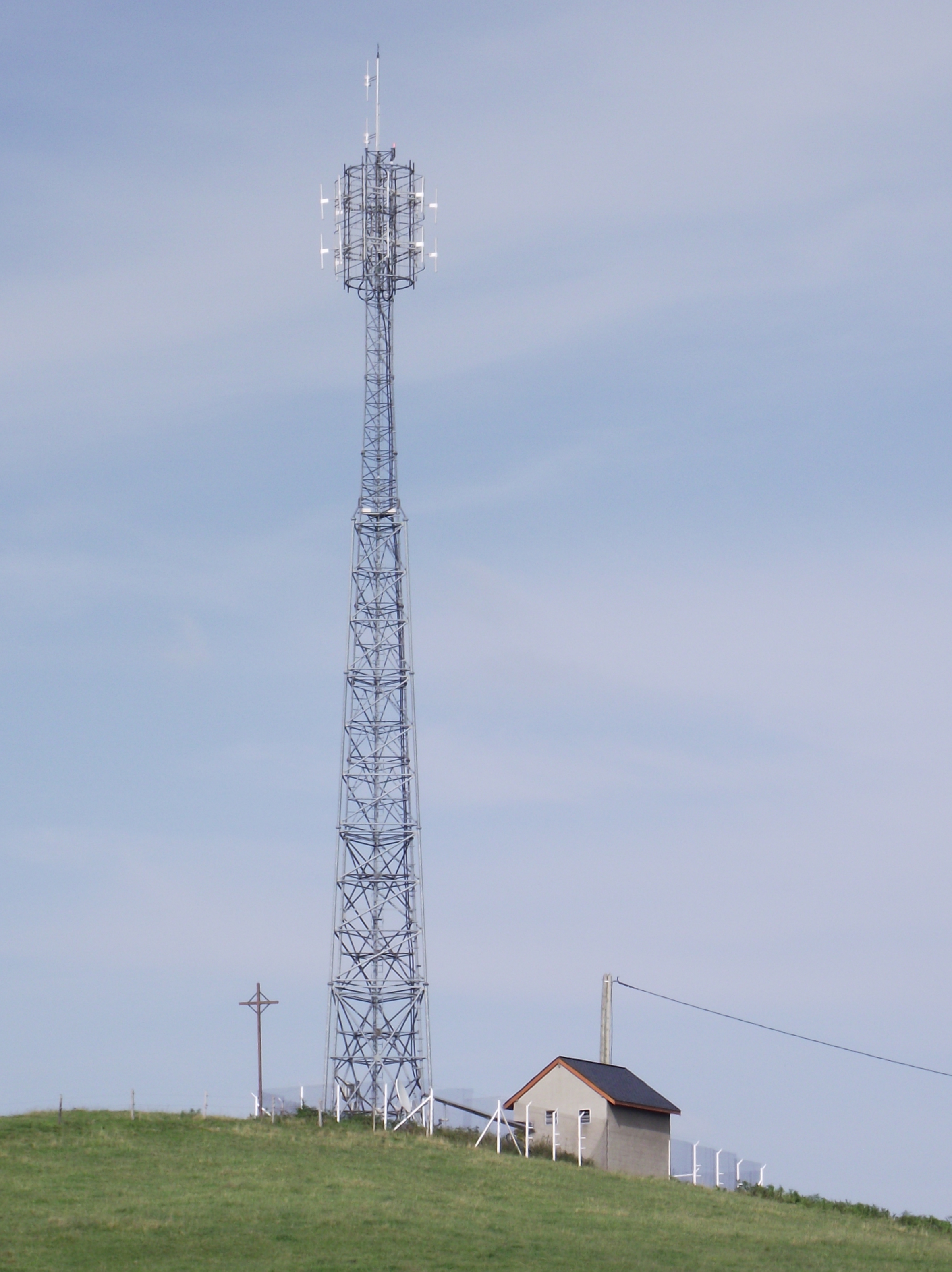
Mobilfunkmast auf dem 648 m hohen Miramont

## Wirtschaft und Infrastruktur
In Julos dominiert neben dem Tourismus (Ferienhäuser, Pensionen) nach wie vor die Landwirtschaft. In der Gemeinde sind 23 meist kleine Landwirtschaftsbetriebe ansässig (Getreideanbau, Pferde-, Rinder-, Ziegen- und Schafzucht).
Unmittelbar westlich der Gemeinde Julos verläuft die Route nationale 21 von Tarbes nach Lourdes. Die fünf Kilometer entfernte Stadt Lourdes ist ein Verkehrsknoten am Nordrand der Pyrenäen mit Bahn,- Straßen- und Flugverbindungen in alle Teile Frankreichs.

## Belege
1. ↑  „Dictionnaire toponymique des communes des Hautes-Pyrénées, Tarbes, Conseil Général des Hautes-Pyrénées, 2000“ (Toponymisches Wörterbuch der Gemeinden der Hautes-Pyrénées) von Michel Grosclaude und Jean-Francois Le Nail (ISBN 2-9514810-1-2)
2. ↑  Julos auf cassini.ehess
3. ↑  Julos auf INSEE
4. ↑  Kirche Saint-Pierre in der Base Mérimée des Kulturministeriums. Abgerufen am 18. August 2019 (französisch).
5. ↑  Landwirtschaftsbetriebe auf annuaire-mairie.fr (französisch)